# Rockwell City
Rockwell City è una città degli Stati Uniti d'America, situata nello Stato dell'Iowa, nella Contea di Calhoun, della quale è il capoluogo.